# Оже, Лазар
Лаза́р Оже́ (фр. Lazare Augé; 1798, Ожер — 1874, Париж) —французский философ и публицист, ученик польского мистика Вроньского. Приходился братом известному писателю Ипполиту Оже.
Был профессором в лицее в Ренне. Пытался пропагандировать идеи Вроньского в сочинениях: «Philosophie de la religion» (1860), «Constitution philosophique de l’immortalité» (1862), «Notice sur H. Wronski» (1865). Написал также: «Cacodémonisme» (1837), «Tableau dichotomique de l’histoire ancienne» (1839), «Neuf pages sur la Vie de Jésus de Renan» (1863).